# 爱德华·埃特泽尔
小爱德华·弗雷德里克·埃德·艾泽尔（Edward Fredrick "Ed" Etzel, Jr.，1952年9月6日—）是美国的射击运动员以及奥林匹克冠军。他赢下了在洛杉矶举办的1984年夏季奥林匹克运动会的50米步枪卧射项目。
埃特泽尔出生于纽黑文，为美国陆军射击队的一员。截止2016年，他在西弗吉尼亚大学担任体育运动心理学教授。

## 引用
1. ↑  Evans, Hilary; Gjerde, Arild; Heijmans, Jeroen; Mallon, Bill;  et al. . Olympics at Sports-Reference.com. Sports Reference LLC.   [May 7, 2015]. （原始内容存档于2020-04-18）.
2. ↑  . salon.com. August 10, 2016  [2019-03-30]. （原始内容存档于2019-03-30）.